# Liste d'élections en 1961
Chronologie des élections
- 1957
- 1958
- 1959
- 1960
- 1961
- 1962
- 1963
- 1964
- 1965

Cette liste recense les élections organisées durant l'année 1961. Elle inclut les élections législatives et présidentielles nationales dans les États souverains, ainsi que les principaux référendums.
Comme les années précédentes, l'an 1961 est notamment marqué par des élections dans plusieurs colonies des empires européens, dans le cadre de la décolonisation. Pour l'Empire britannique, c'est le cas au Kenya, en Ouganda, en Guyane britannique, à la Barbade, et à Trinité-et-Tobago. Les Samoa, colonie de la Nouvelle-Zélande à l'intérieur de l'Empire britannique, avalisent leur propre indépendance par référendum au mois de mai. Pour l'Empire colonial belge, c'est au Burundi et au Rwanda qu'a lieu, en septembre, l'élection des gouvernements qui mèneront ces pays à l'indépendance. En France, en janvier, les citoyens approuvent par référendum le principe d'autodétermination pour l'Algérie, tandis que se poursuit la guerre d'Algérie.
Les États africains nouvellement indépendants vis-à-vis de la France, quant à eux, organisent également des élections, toutes avec un seul candidat à la présidentielle, et un seul parti aux législatives. C'est le cas en Guinée (janvier), au Gabon (février), en République du Congo (mars), au Togo (avril) et en Mauritanie (août). Parmi ces pays, à cette date, seule la Guinée est officiellement un État à parti unique, mais les autres le sont de facto. Le Koweït, qui obtient sa pleine indépendance vis-à-vis du Royaume-Uni en juin, organise en décembre les premières élections de son histoire, et entame la mise en plus d'institutions relativement démocratiques sans précédent dans la région du Golfe persique.
Comme à l'accoutumée, des élections à parti unique ont lieu en novembre au Portugal, sous la dictature de droite d'António de Oliveira Salazar, ainsi que dans deux des dictatures marxistes-léninistes du bloc de l'Est : la Roumanie en mars et la Pologne en avril. Au Guyana britannique à l'inverse, c'est par le biais d'élections multipartites et démocratiques qu'un parti marxiste-léniniste, le Parti progressiste populaire, arrive au pouvoir en août sous la direction de Cheddi Jagan. Ses pouvoirs demeurent néanmoins restreints par la supervision qu'exerce un gouverneur colonial britannique.
Parmi les États démocratiques indépendants où les citoyens sont appelés à voter en 1961, ce n'est qu'aux Philippines qu'a lieu une alternance au pouvoir, puisque le président nationaliste sortant Carlos P. García est battu par son concurrent libéral Diosdado Macapagal à la présidentielle du mois de novembre. Les nationalistes conservent néanmoins le contrôle du corps législatif.

## Par mois

### Janvier
| Date       | Pays   | Élections      | Contexte | Résultats |
| ---------- | ------ | -------------- | --- | --- |
| 8 janvier  | France | Référendum     | Le projet soumis à l'approbation des citoyens (de métropole et d'outre-mer) prévoit que la population d'Algérie puisse décider elle-même de son avenir. Le vote se déroule durant la guerre d'Algérie. | Sur l'ensemble de la France, le projet est approuvé par 75,0 % des votants, dont 69,5 % de votes favorables en Algérie même. Il s'ensuit au mois d'avril le putsch des généraux contre le président Charles de Gaulle. |
| 15 janvier | Guinée | Présidentielle | La Guinée, indépendante depuis 1958, est à cette date un État à parti unique. | Ahmed Sékou Touré (Parti démocrate : nationalisme, socialisme africain), seul candidat autorisé, est automatiquement réélu avec 100 % des voix. Le taux de participation est officiellement de 99,4 %.                 |

### Février
| Date       | Pays                   | Élections                      | Contexte | Résultats |
| ---------- | ---------------------- | ------------------------------ | --- | --- |
| 5 février  | Îles Mariannes du Nord | Référendum                     | Le référendum est organisé par le parlement local de cet archipel alors membre du Territoire sous tutelle des îles du Pacifique, et administré par les États-Unis. Il est proposé aux citoyens d'approuver une intégration de l'archipel avec le territoire de Guam. | La proposition est approuvée par 64,5 % des votants, mais refusée par les autorités américaines. |
| 12 février | Gabon                  | Législatives et présidentielle | Premières élections après l'indépendance du pays en 1960. | Le Parti démocratique (conservateur) et l'Union démocratique et sociale étant les deux seuls partis en présence et ayant présenté une liste commune de candidats, ceux-ci sont automatiquement élus avec 100 % des voix. De même, leur candidat commun Léon M'ba n'a pas d'opposant lors de l'élection présidentielle, et est donc automatiquement élu (avec tout de même un taux de participation affiché de 98,7 %). |
| février    | Kenya                  | Législatives                   | Ces élections participent à la transition du pays vers l'indépendance. | Parlement sans majorité. Le parti Union nationale africaine kenyane termine en tête, avec toutefois moins d'un tiers des sièges. |

### Mars
| Date    | Pays                | Élections      | Contexte | Résultats |
| ------- | ------------------- | -------------- | --- | --- |
| 5 mars  | Chili               | Législatives   | | Parlement sans majorité. Le Parti radical (social-libéral) conserve sa majorité relative des sièges au Sénat, et obtient la majorité relative à la Chambre des députés, dépassant le Parti libéral.                                        |
| 5 mars  | Roumanie            | Législatives   | La Roumanie à cette date est une dictature à coalition unique. Tous les partis autorisés sont membres du Front démocratique populaire, dominé par le Parti des travailleurs (national-communiste). Les autorités présentent une liste unique de candidats ; les citoyens sont invités à approuver ou à rejeter le candidat présenté dans leur circonscription. | Les candidats du Front recueillent officiellement 99,8 % de suffrages favorables, et sont élus. Ion Gheorghe Maurer devient premier ministre.                                                                                              |
| 23 mars | Ouganda             | Législatives   | Ces élections participent du processus de transition vers l'indépendance. | Le Parti démocrate (conservateur) remporte une majorité absolue des sièges. Benedicto Kiwanuka devient premier ministre. |
| 26 mars | Belgique            | Législatives   | | Parlement sans majorité. Le Parti social-chrétien conserve sa majorité relative des sièges dans les deux chambres. Théo Lefèvre (social-chrétien) devient premier ministre, formant un gouvernement de coalition avec le Parti socialiste. |
| 26 mars | République du Congo | Présidentielle | Première élection après l'indépendance du pays en 1960. Le président Fulbert Youlou (Union démocratique pour la défense des intérêts africains) est le seul candidat. | Fulbert Youlou est automatiquement réélu avec 100 % des voix. Le taux de participation affiché est de 90,3 %. |

### Avril
| Date     | Pays                   | Élections                      | Contexte | Résultats |
| -------- | ---------------------- | ------------------------------ | --- | --- |
| 9 avril  | Togo                   | Référendum                     | Des amendements constitutionnels sont soumis aux citoyens par référendum, à la suite de l'indépendance du pays en 1960. Ils proposent l'instauration d'une république de type présidentiel, avec un président élu au suffrage direct. En anticipation du résultat, une élection présidentielle a lieu le même jour. | Les propositions sont approuvées officiellement par 99,6 % des votants. |
| 9 avril  | Togo                   | Législatives et présidentielle | Le Comité de l'unité togolaise est le seul parti à présenter des candidats. | Sans opposition, le CUT remporte automatiquement tous les sièges à l'Assemblée nationale, et son candidat Sylvanus Olympio, le premier ministre sortant, est mécaniquement élu président de la République avec 100 % des voix. Le taux de participation affiché est de 90,0 %. Le poste de premier ministre est abrogé. |
| 9 avril  | République du Viêt Nam | Présidentielle                 | Le Viêt Nam du Sud est une dictature. Les opposants politiques subissent des actes d'intimidation et de violence ; la presse est censurée. | Le président Ngô Đình Diệm est réélu avec officiellement 89 % des voix, face à deux autres candidats. |
| 16 avril | Pologne                | Législatives                   | La Pologne à cette date est un État à coalition unique. Seuls les partis membres du Front de l'unité nationale, dominé par les communistes, sont autorisés à présenter des candidats. Des candidats sans étiquette peuvent se présenter contre les candidats du Front, mais doivent être approuvés par les autorités. Selon leur circonscription, les citoyens peuvent donc soit voter pour ou contre la liste de candidats du Front, soit choisir entre ces derniers et un candidat 'indépendant'. | Les candidats 'indépendants' remportent un peu plus d'un dixième des sièges, les autres revenant aux candidats du Front. Le Parti ouvrier unifié (marxiste-léniniste) conserve à lui seul la majorité absolue des sièges. Józef Cyrankiewicz demeure premier ministre.                                                  |
| 30 avril | Haïti                  | Législatives                   | Sous la présidence de François Duvalier, Haïti est sous le joug d'une dictature particulièrement brutale, où des dizaines de milliers d'Haïtiens sont assassinés par leur gouvernement. | Au terme d'élections frauduleuses, le Parti de l'unité nationale, parti de la dictature, remporte officiellement tous les sièges. |

### Mai
| Date   | Pays  | Élections  | Contexte | Résultats |
| ------ | ----- | ---------- | --- | --- |
| 10 mai | Samoa | Référendum | Deux questions sont posées aux citoyens, invités à approuver l'indépendance prochaine du pays ainsi que la Constitution qui leur est proposée. | L'indépendance est approuvée par 85,4 % des votants, et la Constitution par 86,5 %. Le pays devient pleinement indépendant le 1er janvier 1962. |

### Juin
| Date    | Pays    | Élections  | Contexte | Résultats                                             |
| ------- | ------- | ---------- | --- | ----------------------------------------------------- |
| 20 juin | Somalie | Référendum | À la suite de l'unification des Somalie italienne et britannique en un État indépendant en 1960, les citoyens sont invités à approuver la Constitution qui leur est proposée. | La Constitution est approuvée par 90,6 % des votants. |

### Juillet
| Date                  | Pays     | Élections    | Contexte | Résultats |
| --------------------- | -------- | ------------ | --- | --- |
| 2 juillet             | Mexique  | Législatives | Le Mexique à cette date est sous un régime autoritaire, qui permet officiellement les partis d'opposition mais réprime toute dissension réelle. Le gouvernement est également entaché de corruption.                                                                                                | Le Parti révolutionnaire institutionnel (corporatiste, centriste) conserve la quasi-totalité des sièges.                                                |
| 9 juillet             | Turquie  | Référendum   | Après le coup d'État de mai 1960, qui vise officiellement à sauvegarder la démocratie face aux dérives autoritaires du gouvernement précédent, le pays est sous régime militaire. En amont de la restauration de la démocratie, une nouvelle Constitution est soumise à l'approbation des citoyens. | La Constitution est approuvée par 61,7 % des votants. Des élections législatives ont lieu en octobre.                                                   |
| 17 juin au 12 juillet | Éthiopie | Législatives | L'Éthiopie à cette date est une monarchie parlementaire où l'empereur Haïlé Sélassié Ier conserve néanmoins d'importants pouvoirs. | Les partis politiques étant interdits, tous les candidats sont élus sans étiquette. Aklilu Habte-Wold, nommé au mois d'avril, demeure premier ministre. |

### Août
| Date    | Pays               | Élections      | Contexte | Résultats |
| ------- | ------------------ | -------------- | --- | --- |
| 15 août | Israël             | Législatives   | | Parlement sans majorité. Le parti Mapaï (gauche) conserve la majorité relative des sièges. David Ben Gourion demeure premier ministre. |
| 20 août | Mauritanie         | Présidentielle | Première élection après l'indépendance du pays en 1960. Le président Moktar Ould Daddah (Parti du regroupement mauritanien : nationaliste, multi-ethnique) est le seul candidat, étant soutenu également par le parti Union nationale (qui représente principalement la population noire). | Moktar Ould Daddah est automatiquement réélu avec 100 % des voix. Le taux de participation affiché est de 93,5 %. |
| 21 août | Guyane britannique | Législatives   | Ces élections participent du processus de transition vers l'indépendance. | Le Parti progressiste populaire (communiste, marxiste-léniniste) remporte une majorité absolue des sièges. Les partisans du parti Congrès national populaire (socialiste), considérant que le système électoral est biaisé à leur encontre, organisent des manifestations et une grève générale pour protester contre les résultats. Des violences inter-ethniques éclatent, le PPP ayant un électorat principalement d'origine indienne, et le CNP principalement noir. Les autorités britanniques décrètent l'état d'urgence. Cheddi Jagan (PPP) devient néanmoins premier ministre. |

### Septembre
| Date         | Pays                 | Élections    | Contexte | Résultats |
| ------------ | -------------------- | ------------ | --- | --- |
| 8 septembre  | Burundi              | Législatives | Ces élections visent à mettre en place le gouvernement qui dirigera le pays après son indépendance en juillet 1962. | Le parti Union pour le progrès national remporte une majorité absolue des sièges. Le prince Louis Rwagasore devient premier ministre. Il est assassiné en octobre. André Muhirwa lui succède, et mène le pays à l'indépendance.                                                       |
| 11 septembre | Norvège              | Législatives | | Parlement sans majorité. Le Parti travailliste (social-démocrate) perd sa majorité absolue, mais conserve une majorité relative des sièges. Einar Gerhardsen demeure premier ministre.                                                                                                |
| 17 septembre | Allemagne de l'Ouest | Législatives | | Parlement sans majorité. L'alliance des partis conservateurs CDU/CSU perd sa majorité absolue des sièges, mais conserve la majorité relative. Konrad Adenauer demeure chancelier, à la tête d'un gouvernement de coalition qui inclut désormais le Parti libéral-démocrate (libéral). |
| 19 septembre | Jamaïque             | Référendum   | Il est demandé aux citoyens s'il souhaitent que la Jamaïque demeure ou non membre de la Fédération des Indes occidentales. | Les Jamaïcains votent « non » à 54,1 %, et le pays se retire de la Fédération, qui est dissoute en mai 1962. La Jamaïque devient un État indépendant le 6 août 1962. |
| 25 septembre | Rwanda               | Législatives | Ces élections préparent l'indépendance du pays en juillet 1962. Le Rwanda, sous souveraineté belge mais gouverné par une monarchie tutsie, subit des violences inter-ethniques majeures depuis 1959 : c'est la Révolution rwandaise, et la prise du pouvoir par les hutus longtemps discriminés. Un référendum sur l'abolition de la monarchie a lieu le même jour. | Le Parti pour l'émancipation hutu (Parmehutu) remporte une large majorité des sièges. Grégoire Kayibanda (Parmehutu), nommé au mois de janvier lors de l'accès du pays à l'autonomie, demeure premier ministre.                                                                       |
| 25 septembre | Rwanda               | Référendum   | Voir ci-dessus pour le contexte. Deux question sont posées aux citoyens : La monarchie doit-elle être conservée après l'indépendance ? Et si oui, le roi Kigeli V (renversé et contraint à l'exil au mois de janvier) doit-il être restauré à ses fonctions ? | Les votants se prononcent à 79,9 % pour l'abolition de la monarchie, et à 79,6 % contre le retour de Kigeli V sur le trône. Le Rwanda devient donc une république. |

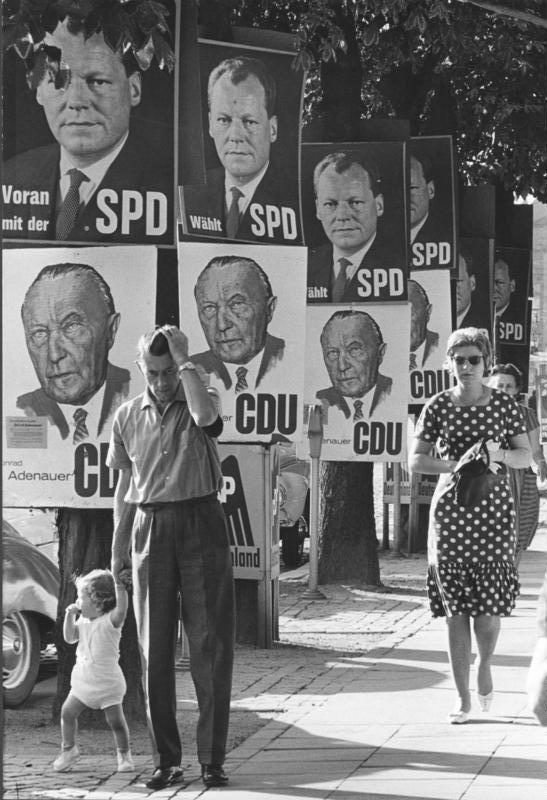
Affiches pour les élections en Allemagne de l'Ouest en septembre. On y voit le visage de Konrad Adenauer pour l'Union chrétienne-démocrate (CDU), et de Willy Brandt pour le Parti social-démocrate (SPD).

### Octobre
| Date       | Pays           | Élections    | Contexte | Résultats |
| ---------- | -------------- | ------------ | --- | --- |
| 4 octobre  | Irlande        | Législatives | | Le parti Fianna Fáil (centre-droit) perd sa majorité absolue des sièges, mais conserve la majorité relative, et forme un gouvernement minoritaire. Seán Lemass demeure premier ministre.                              |
| 15 octobre | Turquie        | Législatives | Ces élections font suite au coup d'État de mai 1960, par lequel l'armée renverse le gouvernement élu, l'accusant d'atteintes à la Constitution et à la démocratie. Le premier ministre Adnan Menderes est exécuté, et son Parti démocrate (conservateur, autoritaire) est dissous. Les élections de 1961 doivent marquer un retour à la démocratie, à la suite du référendum du mois de juillet. | Parlement sans majorité. Le Parti républicain du peuple (social-démocrate, laïc, kémaliste) obtient une majorité relative des sièges. İsmet İnönü devient premier ministre, à la tête d'un gouvernement de coalition. |
| 18 octobre | Afrique du Sud | Législatives | C'est la période de l'apartheid. La majorité noire est exclue de toute participation aux élections. La minorité dite coloured élit quatre représentants, mais ne peut voter que pour des candidats blancs. | Le Parti national (nationalisme afrikaner, pro-apartheid, droite à extrême-droite) conserve la majorité absolue des sièges. Hendrik Verwoerd demeure premier ministre.                                                |
| 19 octobre | Jordanie       | Législatives | | Les partis politiques étant interdits, tous les élus sont sans étiquette. Bahjat Talhouni demeure premier ministre.                                                                                                   |
| 29 octobre | Grèce          | Législatives | | L'Union nationale radicale (droite) conserve la majorité absolue des sièges, à la suite d'un scrutin entaché de soupçons de fraudes. Konstantínos Karamanlís demeure premier ministre.                                |

### Novembre
| Date        | Pays        | Élections                      | Contexte | Résultats |
| ----------- | ----------- | ------------------------------ | --- | --- |
| 12 novembre | Portugal    | Législatives                   | Le Portugal à cette date est une dictature à parti unique : c'est la période de l’Estado Novo. Les candidatures d'opposition sans étiquette sont autorisées en principe, mais l'opposition boycotte l'élection, en l'absence de mesures pour empêcher les trucages et puisqu'elle ne peut pas faire campagne librement. Pour la première fois, les autochtones d'Angola et du Mozambique (colonies portugaises) peuvent voter, à condition de payer des impôts ou de savoir lire et écrire. | Le parti Union nationale (extrême-droite, fascisme clérical), seule en lice, conserve automatiquement la totalité des sièges. António de Oliveira Salazar, au pouvoir depuis 1932, demeure premier ministre. |
| 14 novembre | Philippines | Législatives et présidentielle | | Alternance à la présidence. Le Parti nationaliste (national-conservateur, droite populiste) conserve la majorité absolue des sièges aux deux chambres du Parlement, mais le président Carlos P. García (Parti nationaliste), candidat à sa propre succession, est battu par le candidat libéral Diosdado Macapagal ; ce dernier recueille 55,1 % des voix. |

### Décembre
| Date              | Pays              | Élections    | Contexte | Résultats |
| ----------------- | ----------------- | ------------ | --- | --- |
| 1er et 2 décembre | Syrie             | Législatives | Au mois de septembre, les opposants à l'unification du pays avec l'Égypte ont pris le pouvoir, et rétabli la souveraineté de la Syrie. Après quelques semaines de régime militaire, ces élections restaurent un gouvernement civil.                                                                             | Parlement sans majorité. Le Parti du peuple (centre-gauche, social-libéral) obtient la majorité relative, avec moins d'un cinquième des sièges. Maarouf al-Dawalibi (Parti du peuple) devient premier ministre.                                            |
| 1er décembre      | Syrie             | Référendum   | Voir ci-dessus pour le contexte. Une Constitution provisoire est soumise à l'approbation des citoyens par ce référendum. Le vote ne se déroule pas à bulletin secret. | La Constitution est approuvée par 97,1 % des votants. |
| 4 décembre        | Barbade           | Législatives | Ces élections participent du processus de transition vers l'indépendance. | Alternance. Le Parti travailliste démocrate (social-démocrate) remporte une majorité absolue des sièges. Errol Barrow devient premier ministre. Les prochaines élections ont lieu en 1966, quelques semaines avant l'indépendance.                         |
| 4 décembre        | Trinité-et-Tobago | Législatives | Ces élections participent du processus de transition vers l'indépendance. | Le Mouvement national du peuple (centre-droit) remporte une majorité absolue des sièges. Eric Williams demeure premier ministre. Le pays devient pleinement indépendant le 31 août 1962.                                                                   |
| 9 décembre        | Australie         | Législatives | | La coalition des partis conservateurs et libéraux conserve de justesse la majorité absolue des sièges à la Chambre des représentants, mais la perd au Sénat, où elle ne dispose plus que d'une majorité relative. Robert Menzies demeure premier ministre. |
| 17 décembre       | Salvador          | Législatives | Élection d'une assemblée constituante. Le Salvador à cette date est une dictature militaire. Seule une opposition d'apparence est tolérée, et les élections sont truquées. | Comme lors des élections précédentes, le Parti révolutionnaire de l'unification démocratique (parti de la junte) remporte officiellement tous les sièges.                                                                                                  |
| 30 décembre       | Koweït            | Législatives | Premières élections de l'histoire du pays ; elles font suite à la fin du protectorat britannique en juin. Élection d'une assemblée constituante. Par ce biais, le Koweït devient le premier État du Golfe persique à se doter d'une Constitution et d'un Parlement. Seuls les hommes, toutefois, peuvent voter. | En l'absence de partis politiques, les candidats sont élus sans étiquette. L'émir Abdullah III devient par intérim son propre premier ministre, le premier qu'ait connu le pays, jusqu'à ce que la Constitution soit finalisée en 1963.                    |